# 梅川镇 (武穴市)
梅川镇是湖北省武穴市下属的一个镇，位于武穴市北部。

## 历史
在20世纪中叶以前是武穴市的前身广济县的县治所在。境内有梅川河流过。梅川河上建有梅川水库。

## 行政区划
下辖以下地区：
松山咀社区、周芳远村、陈寨村、毕寨村、蒋铺村、荷叶塘村、蚂蚁河村、徐政村、龙腰村、吴文村、双城驿村、西冲村、仰天村、余川村、刘朝二村、田庆二村、莲花塘村、孙弄村、周国村、凤凰村、汪垅村、干仕村、王宪村、砌石村、龟山村、大祝村、十里村、芦河村、车坊村、大坝村、石水村、王冲村、龙门冲村、下汪宕村、青蒿村、邢元村、邢山村、徐冲村、余冲村、上汪宕村、向宕村、马干村、太平桥村、桃树岭村、梅宕村和彭河村。

## 经济
梅川镇经济以农业为主。现有工业主要包括食品加工等。

## 教育
梅川中学拥有百年历史，是武穴市历史最悠久的中学。校友包括新华通讯社前社长郭超人等。

## 中国传统村落
2012年，同心村李垅垸被评为首批“中国传统村落”。

## 名人
- 劉寅浚，晚清官員。
- 居正，别号为梅川居士，中华民国司法院前院长。
- 秦伟平，经济学者，专栏作家，平论脱口秀主持人。